# Egid Verhelst der Jüngere

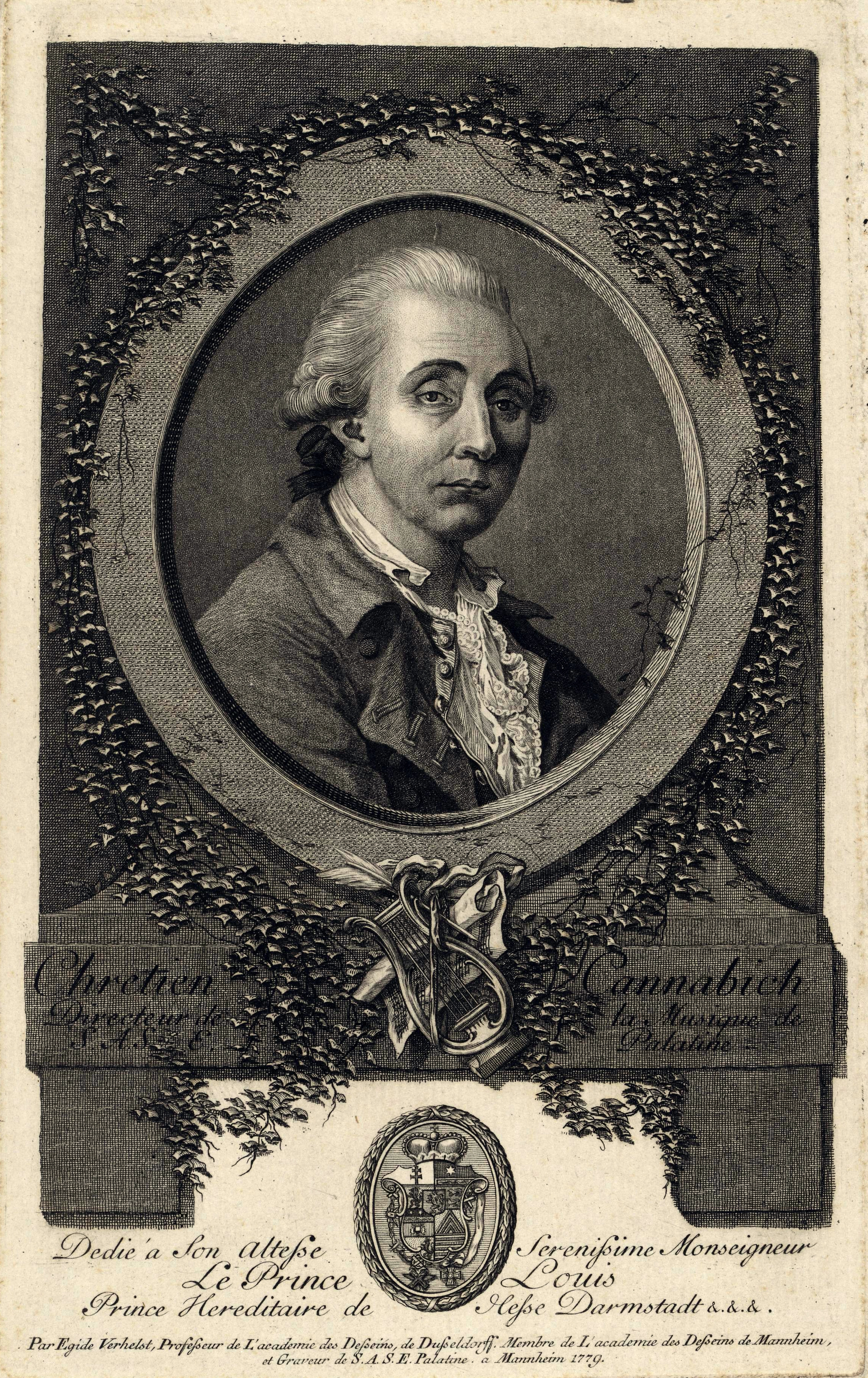
Christian Cannabich, gestochen von Egid Verhelst, 1779

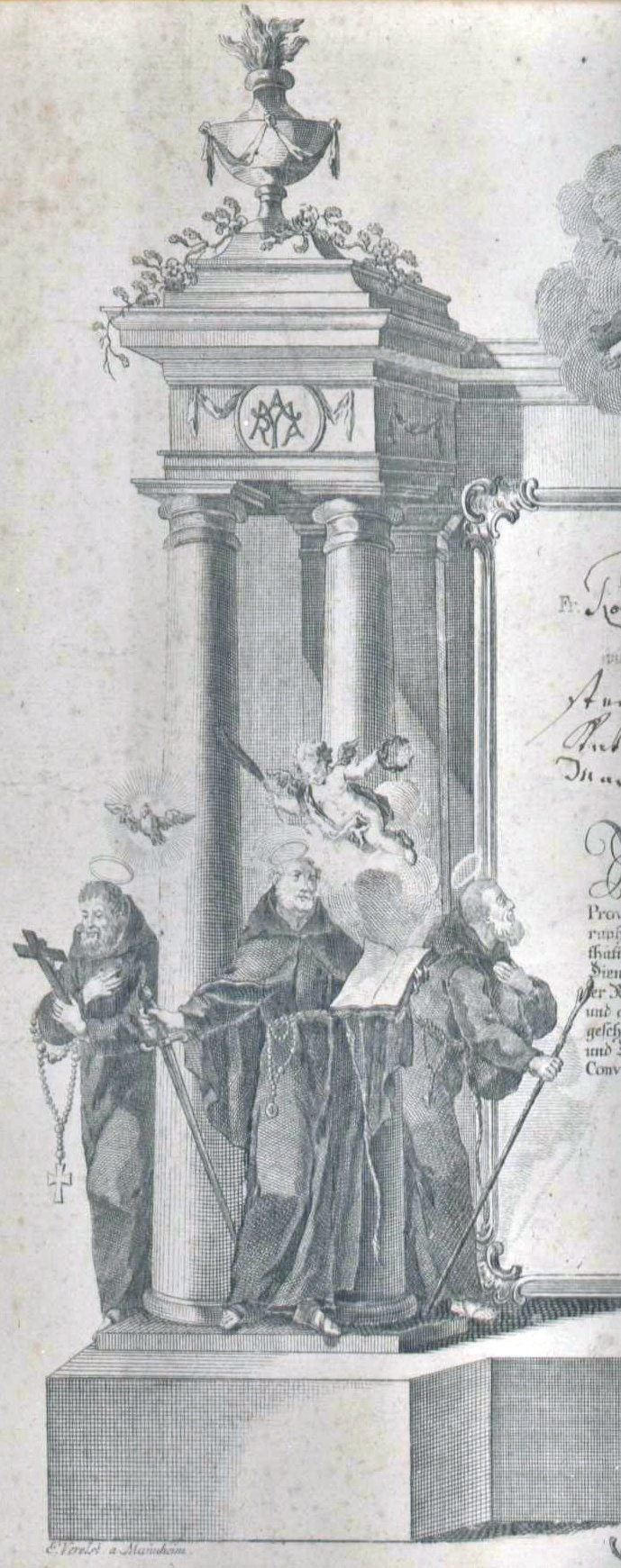
Kapuzinerheilige und Architektur, Rahmenteil einer Schmuckblatturkunde, signiert E. Verelst a Mannheim

Egid Verhelst der Jüngere, oft auch Verelst (* 25. August 1733 in Ettal; † 13. Januar 1804 in Mannheim) war ein deutscher Kupferstecher.

## Leben und Werk
Verhelst war der dritte Sohn seines gleichnamigen Vaters Egid Verhelst, eines Bildhauers aus Antwerpen. Die älteren Brüder Ignatz (* 1726 in München) und Placidus (* 1727 zu Ettal) traten als Bildhauer in die Fußstapfen des Vaters, während Egid und sein jüngerer Bruder Aloys (* 1747 in Augsburg) Kupferstecher wurden.
Verhelst erlernte das Kunsthandwerk bei seinem Schwager Rudolph Störcklin in Augsburg, hierauf in Stuttgart und zuletzt bei dem bekannten Johann Georg Wille in Paris.
Nach künstlerischer Tätigkeit in München berief ihn Kurfürst Karl Theodor 1765 zum Akademieprofessor und Hofkupferstecher in seine kurpfälzische Hauptstadt Mannheim. Hier begründete Verhelst seine eigene, von ihm geprägte Stecherschule, die deutliche Verwandtschaft zum Pariser Stil aufwies. Besonders berühmt waren seine Portraitstiche, in denen er viele Zeitgenossen verewigte.
Nach der Übersiedlung des Kurfürsten in die nunmehrige pfalz-bayerische Hauptstadt München (1777) hielt sich auch Egid Verhelst wieder überwiegend dort auf.
Früher ging man davon aus, dass er zu unbekanntem Datum 1818 in München gestorben sei. 1914 entdeckte man jedoch seinen auf 13. Januar 1804 datierten Todeseintrag in den Kirchenbüchern der Jesuitenkirche Mannheim.
Egid Verhelst war einer der Lehrer des bayerischen Hofmalers Wilhelm von Kobell, sowie von Stephan von Stengel, Karl Matthias Ernst und dem Mannheimer Kupferstecher Heinrich Sintzenich. Auch der Mannheimer Hofmaler Joseph Fratrel verfeinerte bei Egid Verhelst seine grafischen Fertigkeiten und zählt zu seinen Schülern.